# Lysthaugen
Lysthaugen is een plaats in de Noorse gemeente Verdal, provincie Trøndelag. Lysthaugen telt 345 inwoners (2007) en heeft een oppervlakte van 0,33 km².